# Superliga de Futsal de 2006
A Superliga de Futsal de 2006 foi a segunda edição da competição, que ocorreu de 11 até 17 de dezembro. O evento foi sediado na cidade de Fortaleza, Ceará, contando com 12 equipes participantes.

## Regulamento

### Eliminatória
A Eliminatória foi disputada entre as doze equipes, divididas em duas Chaves A e B, de seis equipes cada, sendo composta pelas duas equipes classificadas nas Ligas Regionais do Norte, do Centro Oeste, do Sudeste e do Nordeste, e pelos 1º, 2º e 3º colocados da Liga Futsal 2006 e pela equipe patrocinadora da Fase Final da Superliga 2006, que jogarão entre si dentro das respectivas chaves, em turno único.
Ao final da Eliminatória, seguiram na competição para a Semifinal as duas equipes melhores classificadas pelo somatório de pontos dentro de seus respectivos grupos. Se houvesse empate em número de pontos entre duas ou mais equipes, o desempate seria feito da seguinte maneira e por ordem sucessiva de exclusão dos critérios que fossem sendo aplicados, até chegar-se à definição da equipe classificada:
1º - Prevalece o resultado do confronto direto na fase (somente em caso de empate em pontos ganhos entre duas equipes);
2º - Índice técnico na Fase (divisão do número de pontos ganhos pelo número de jogos);
3º - Gol Average das equipes empatadas, considerando todos os resultados obtidos na Fase (número de gols marcados divididos pelo número de gols sofridos, ficando classificada a equipe que obtiver maior quociente);
4º - Menor média de gols sofridos na Fase (número de gols sofridos dividido pelo número de jogos);
5º - Maior média de gols marcados na Fase (número de gols feitos divididos pelo número de jogos);
6º - Maior saldo de gols (diferença entre gols feitos e os gols sofridos);
7º - Sorteio.

### Semifinal
A Semifinal da competição foi disputada dentre as quatro equipes classificadas na Eliminatória, seguindo-se a seguinte organização:
1° colocado da Chave A x 2° colocado da Chave B
1° colocado da Chave B x 2° colocado da Chave A
Havendo empate em qualquer uma das duas partidas da Semifinal, o desempate é feito da seguinte maneira: seria disputada uma prorrogação de dez minutos, em dois tempos de cinco minutos, sem intervalo, fazendo-se apenas a inversão de lados. Se ao término da prorrogação persistisse o empate, seria considerada finalista a equipe que se classificou em 1º lugar em sua chave na Eliminatória.

### Final
A Final foi disputada em uma partida. Se ao final desta partida o jogo terminasse com o resultado de empate, haveria uma prorrogação de dez minutos, em dois tempos de cinco cada, sem intervalo, fazendo-se a inversão de lados. Se ao termino da prorrogação persistisse o empate, seria considerada vencedora a equipe que tivesse obtido melhor índice técnico no somatório de pontos e critérios em todas as Fases.

## Participantes
| Equipe           | Cidade              | Estado | Títulos        | Classificação                             |
| ---------------- | ------------------- | ------ | -------------- | ----------------------------------------- |
| AA Esmac         | Belém               | PA     | 0 (não possui) | Campeão da Liga Norte de 2006             |
| ABC/Art&C Futsal | Natal               | RN     | 0 (não possui) | Finalista da Liga Nordeste de 2006        |
| Afagu/Russas     | Russas              | CE     | 0 (não possui) | Finalista da Liga Nordeste de 2006        |
| Candangos        | Brasília            | DF     | 0 (não possui) | Vice-campeão da Liga Centro-Oeste de 2006 |
| Carlos Barbosa   | Carlos Barbosa      | RS     | 0 (não possui) | Campeão da Liga Futsal de 2006            |
| Constelação      | Boa Vista           | RR     | 0 (não possui) | Vice-campeão da Liga Norte de 2006        |
| Cresspom         | Brasília            | DF     | 0 (não possui) | Campeão da Liga Centro-Oeste de 2006      |
| Malwee/Jaraguá   | Jaraguá do Sul      | SC     | 1 (2005)       | Campeão da Superliga de Futsal de 2005    |
| Santa Fé/Funec   | Santa Fé do Sul     | SP     | 0 (não possui) | Campeão da Liga Sudeste de 2006           |
| SER AABC         | Três Coroas         | RS     | 0 (não possui) | Campeão Liga Sul de 2006                  |
| Unoesc/ASME      | São Miguel do Oeste | SC     | 0 (não possui) | Vice-campeão Liga Sul de 2006             |
| V&M/Minas        | Belo Horizonte      | MG     | 0 (não possui) | Vice-campeã da Liga Sudeste de 2006       |

## Local dos jogos

Localização de Fortaleza no Ceará.

A II Superliga de Futsal foi disputada na cidade de Fortaleza. A arena escolhida para realizar os jogos foi o Ginásio Aécio de Borba. O ginásio tem a capacidade de abrigar 2,5 mil espectadores e quadra mede 36m x 20m com piso de madeira.

## Finais
|  | Semifinais       | Semifinais       | Semifinais       |                  |                | Final          | Final | Final |  |
|  |                  |                  |                  |                  |                |                |       |       |  |
|  | Afagu/Russas     | Afagu/Russas     | 2                |                  |                |                |       |       |  |
|  | Afagu/Russas     | Afagu/Russas     | 2                |                  |                |                |       |       |  |
|  | Malwee/Jaraguá   | Malwee/Jaraguá   | 2                |                  |                |                |       |       |  |
|  | Malwee/Jaraguá   | Malwee/Jaraguá   | 2                |                  | Malwee/Jaraguá | Malwee/Jaraguá | 2     |       |  |
|  |                  |                  |                  |                  | Malwee/Jaraguá | Malwee/Jaraguá | 2     |       |  |
|  |                  |                  | ABC/Art&C Futsal | ABC/Art&C Futsal | 0              |                |       |       |  |
|  | ABC/Art&C Futsal | ABC/Art&C Futsal | ABC/Art&C Futsal | ABC/Art&C Futsal | 0              | 2              |       |       |  |
|  | ABC/Art&C Futsal | ABC/Art&C Futsal |                  |                  |                |                |       |       |  |
|  | Unoesc/ASME      | Unoesc/ASME      | 1                |                  |                |                |       |       |  |

### Semifinal
| 16 de dezembro de 2006 | Afagu/Russas          | 2 – 2     | Malwee/Jaraguá         | Ginásio Aécio de Borba, Fortaleza |
|                        | Gil 11' · Deividy 17' | Relatório | 5' Falcão · 23' Márcio |                                   |

| 16 de dezembro de 2006 | ABC/Art&C Futsal           | 2 – 1     | Unoesc/ASME | Ginásio Aécio de Borba, Fortaleza |
|                        | Butina 9' · Neto Veiga 28' | Relatório | 19' Augusto |                                   |

### Final
| 17 de dezembro de 2006 | Malwee/Jaraguá            | 2 – 0     | ABC/Art&C Futsal | Ginásio Aécio de Borba, Fortaleza |
|                        | Willian 11' · Augusto 18' | Relatório |                  |                                   |

## Premiação
| Superliga de Futsal de 2006        |
| Santa Catarina                     |
| ---------------------------------- |
| Malwee/Jaraguá Campeão (2º título) |